# 乐安江

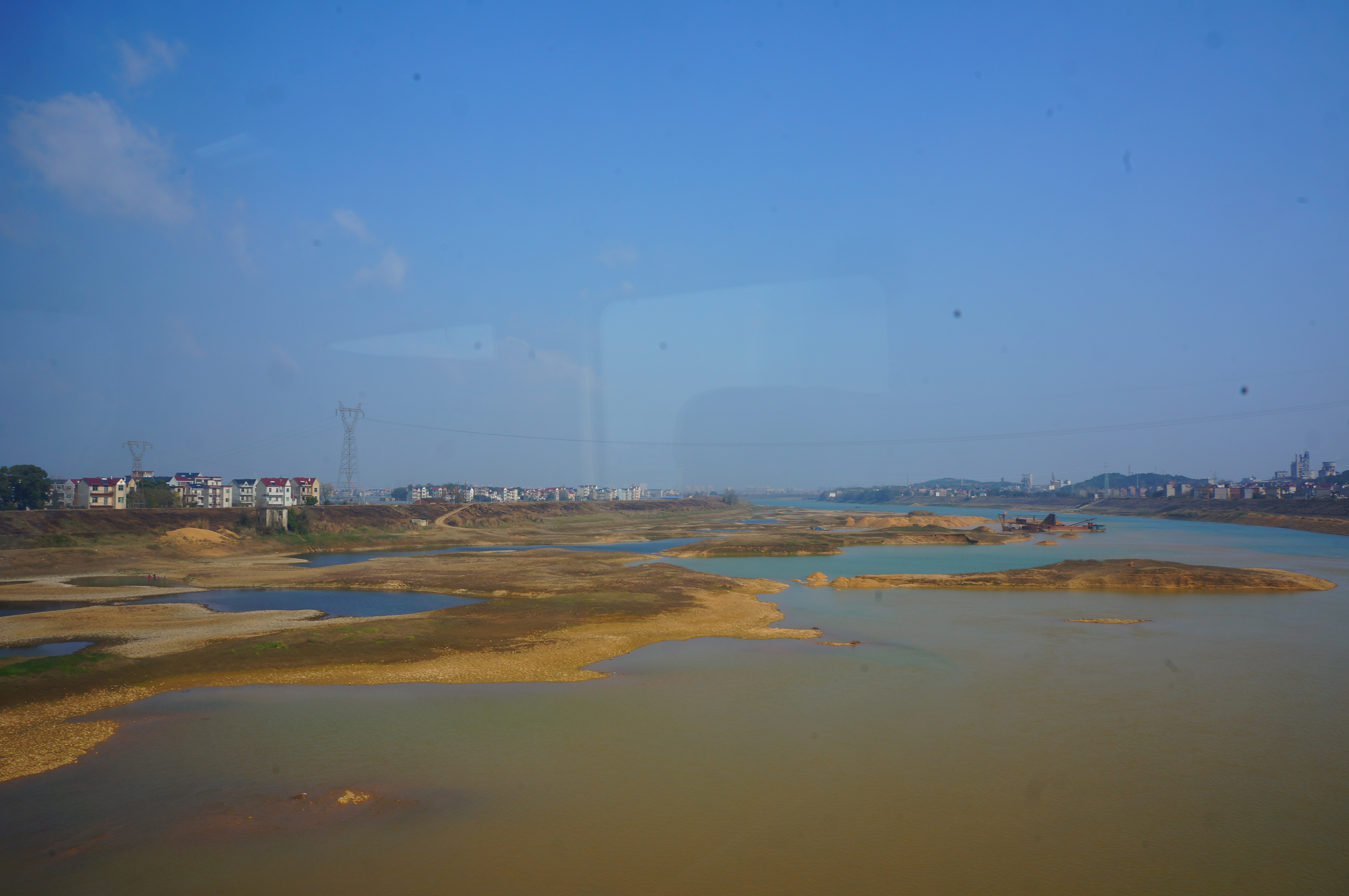
乐安河于乐平市境内

乐安河，又称乐安江、大溪水，上游称昌江河，是江西省的一条河流，注入鄱江。
发源在江西省婺源县东北部的五龙山西南麓。向南流后折向西南，经婺源县、德兴市、乐平市，在鄱阳县与昌江汇合，成为鄱江。
全长279公里，流域面积8456平方公里，多年平均流量489立方米／秒。德兴市以上为上游，乐平市境内为中游，鄱阳县境以下为下游。主要支流有番溪水、安殷河、槎溪河和建节水。